# Blanka Lipińska
Blanka Marta Lipińska (ur. 22 lipca 1985 w Puławach) – polska autorka powieści erotycznych i celebrytka.
Autorka erotycznej trylogii rozpoczynającej się od 365 dni (2018). Jej powieści doczekały się adaptacji na filmy (2020, 2022), do których była współautorką scenariusza i w których wystąpiła. Ekranizacje zyskały globalną popularność na platformie streaminowej Netflix, stając się jednymi z najczęściej oglądanych tytułów w kilkudziesięciu krajach. Pomimo tej popularności jej twórczość jest powszechnie odrzucana przez krytyków, głównie ze względu na niską wartość artystyczną i gloryfikację przemocy seksualnej.

## Życiorys

### Wczesne lata
Urodziła się i wychowywała w Puławach. Jest absolwentką Liceum Ogólnokształcącego nr VI Zespołu Szkół nr 3 w Puławach. Po maturze uczyła się w studium kosmetycznym, po którego ukończeniu została wizażystką. W 2007 przeprowadziła się do Warszawy, gdzie pracowała jako specjalistka i menedżerka w działach sprzedaży i marketingu firm z branży hotelarskiej. W 2012 dołączyła do federacji KSW, w której zajmowała się rekrutacją i szkoleniem tzw. „ring girls”, czyli kobiet, które wchodzą na ring między rundami walk. Równolegle w latach 2015–2016 była menedżerką odpowiedzialną za rezerwacje w nocnych klubach w Sopocie. W 2016 przeprowadziła się do Poznania, a rok później zamieszkała w Al-Dżunie w Egipcie. W 2018 wróciła do Warszawy, a rok później odeszła z KSW.

### Kariera medialna
W 2014 napisała powieść 365 dni, do której stworzenia skłoniło ją niesatysfakcjonujące życie seksualne z ówczesnym partnerem. Po entuzjastycznym przyjęciu książki przez swoje przyjaciółki zdecydowała się ją opublikować. Książka została wydana w lipcu 2018. W listopadzie tego samego roku ukazała się jej kontynuacja, zatytułowana Ten dzień. W ramach promocji Lipińska wystąpiła w rozbieranej sesji zdjęciowej do listopadowego wydania miesięcznika „CKM”, w której to zasłaniała swoje miejsca intymne egzemplarzami powieści, a od marca do maja 2019 na łamach magazynu publikowała swoje felietony. W maju 2019 wydała Kolejne 365 dni wieńczące erotyczną trylogię oraz ogłosiła zamiar zekranizowania książek. W tym samym roku pracowała nad pierwszym filmem z serii: współtworzyła scenariusz, była zaangażowana w kompletowanie obsady, reżyserowała sceny erotyczne (niewymieniona w obsadzie) i zagrała rolę cameo jako panna młoda. Film 365 dni miał premierę w lutym 2020.

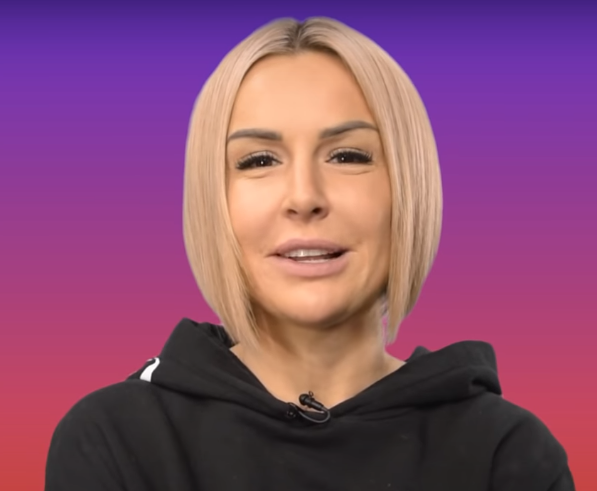
Lipińska (2020)

Wiosną 2020 była prowadzącą reality show Polsatu Tylko jeden. W grudniu tego samego roku marka Casadei wypuściła limitowaną serię szpilek zaprojektowanych przez Lipińską, w środku których znalazł się cytat z 365 dni. Wiosną 2021 pracowała nad filmową realizacją swoich pozostałych dwóch książek; premiera drugiego filmu na Netflixie odbyła się w kwietniu 2022, a trzeciego – w sierpniu tego samego roku. Podobnie jak w przypadku pierwszej części Lipińska współtworzyła scenariusze do obydwu filmów i wystąpiła w epizodycznych rolach, odpowiednio jako Elena w 365 dni: Ten dzień i zakonnica w Kolejne 365 dni.
W październiku 2024 na platformie streamingowej Prime Video miał premierę pięcioodcinkowy serial podróżniczy (Nie)Poradnik Turystyczny, którego główną bohaterką była Lipińska.

### Życie prywatne
Jest córką Grzegorza i Małgorzaty. Ma starszego o rok brata Jakuba. 
Była trzykrotnie zaręczona. Była związana z zawodnikiem MMA Krzysztofem Kułakiem, przedsiębiorcą Maciejem Buzałą (w latach 2018–2019) i gitarzystą Aleksandrem Milwiw-Baronem (2020). Od 2021 jej partnerem jest scenograf Paweł Baryła. Jest bezdzietna z wyboru.
Interesuje się kitesurfingiem i gotowaniem. Ukończyła kurs hipnozy. Deklaruje się jako ateistka.

## Odbiór twórczości

### Krytyczny
Twórczość Lipińskiej oceniana jest negatywnie – jej powieściom zarzuca się zbyt dosłowne opisy oraz mało wyszukany język i styl. Jej książki wzbudzają także kontrowersje ze względu na treść i fabułę – według krytykujących je osób uatrakcyjniany jest w nich gwałt i syndrom sztokholmski. Odpierając zarzuty, Lipińska podkreśla, że nie jest pisarką, tylko autorką książek i zdaje sobie sprawę ze swoich warsztatowych braków, a jej książki są kierowane do dorosłych osób i przedstawiają wyłącznie ostry seks.
Film 365 dni, podobnie jak książka, zdobył negatywne recenzje, a po jego premierze na Netflixie oskarżenia o promowanie gwałtu zostały ponownie wzniesione: piosenkarka Duffy oraz brytyjska organizacja studencka Pro Empower, zajmująca się problemem molestowania w szkolnictwie wyższym, wystosowały listy do władz Netflixa, w których apelowały o usunięcie filmu z platformy, z kolei francuski kolektyw feministyczny Collectif Soeurcières i influencerka Mikayla Zazon wystosowały petycje online za pośrednictwem serwisu Change.org, zwracając się o wycofanie filmu z oferty serwisu – według stanu na lipiec 2020 obydwie petycje zdobyły odpowiednio ponad 40 i 70 tys. podpisów. W kwietniu 2021 film zdobył Złotą Malinę w kategorii „Najgorszy scenariusz”, stając się tym samym pierwszą polską produkcją nagrodzoną w tym plebiscycie. Kontynuacja filmu, 365 dni: Ten dzień, została uznana przez amerykański serwis branżowy Metacritic za najgorszy film 2022 roku.

### Komercyjny

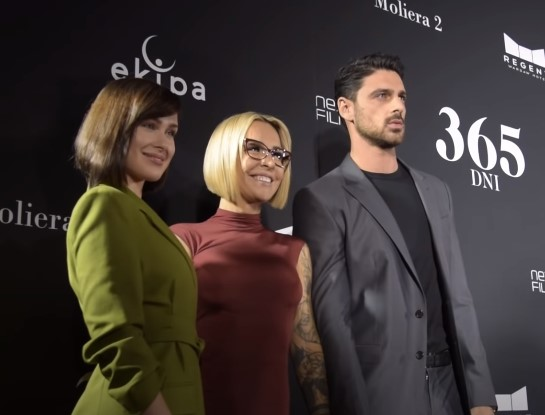
Anna-Maria Sieklucka, Blanka Lipińska i Michele Morrone promujący film 365 dni (2019)

W latach 2019–2020 znajdowała się w rankingu najlepiej zarabiających polskich pisarzy według szacunków tygodnika „Wprost”, zajmując najwyższą, drugą pozycję w 2019. W 2020 jej trylogia objęła pierwsze trzy miejsca w zestawieniu najlepiej sprzedających się książek w Polsce sporządzonym przez Nielsen BookScan Polska. Na przełomie 2020 i 2021 powieści Lipińskiej zaczęły ukazywać się za granicą – łącznie zostały przetłumaczone na ponad 20 języków i wydane w ponad 30 krajach. Według jej amerykańskiego wydawnictwa jej książki sprzedały się w nakładzie ponad 2 mln egzemplarzy.  
Film 365 dni w ciągu trzech tygodni od premiery został obejrzany w kinach przez ponad 1,5 mln osób, stając się w ten sposób najchętniej oglądanym polskim filmem w 2020. 1 kwietnia 2020 został dodany do biblioteki Netflixa, gdzie w dzień od premiery na platformie został najpopularniejszym filmem wśród polskich użytkowników. Znalazł się także w czołówce najchętniej oglądanych produkcji w ponad 20 krajach. Jest to pierwszy film, któremu udało się powrócić na pierwsze miejsce w zestawieniu: był numerem jeden przez 4 dni, następnie został zastąpiony przez Pięciu braci, ale 3 dni później powrócił na pozycję numer jeden – łącznie przez 10 dni zajmował pozycję nr 1, co jest drugim najwyższym wynikiem w historii. Ostatecznie był najpopularniejszym filmem na tej platformie w 2020. Następne dwa filmy, 365 dni: Ten dzień i Kolejne 365 dni, w pierwszym tygodniu po premierze znalazły się w czołówce najczęściej oglądanych filmów na Netfliksie w ponad 90 krajach.  

## Wpływ na popkulturę
W latach 2019–2021 znajdowała się w zestawieniu najpopularniejszych pisarzy w Polsce według badań czytelnictwa Biblioteki Narodowej, a także była umieszczona na liście „50 najbardziej wpływowych Polek” tygodnika „Wprost” (2020–2021) i w rankingu najlepszych kobiecych marek osobistych magazynu „Forbes Women” (2020–2023).
Katarzyna Hanik z Uniwersytetu Śląskiego w Katowicach wskazuje Lipińską jako kontrowersyjną postać polskiej literatury współczesnej. Według Hanik Lipińska odżegnuje się od powszechnego w społeczeństwie wizerunku pisarza–autorytetu w swojej działalności medialnej, przeplatając obraz „Blanki Lipińskiej strategicznej bizneswoman, która nie jest wybitną pisarką” z wizerunkiem kobiety, która walczy o wyzwolenie innych kobiet zniewolonych  niepotrzebną pruderią. W jej opinii Lipińska świadomie deprecjonuje swoje prace, aby móc czerpać z nich jak najwięcej korzyści, a zarazem utrudnić ewentualną polemikę. Wskazuje także, że Lipińska lawiruje pomiędzy obrazem kobiety uwalniającej seksualność i fantazje innych kobiet, jednocześnie sygnalizuje w swoich wypowiedziach świadomość tego, jak ryzykowne historie opisuje w swoich książkach.

## Powieści
- 365 dni, Wydawnictwo Edipresse Polska, Warszawa 2018
- Ten dzień, Wydawnictwo Edipresse Polska, Warszawa 2018
- Kolejne 365 dni, Wydawnictwo Agora, Warszawa 2019

## Filmografia
| Rok  | Tytuł              | Profesje | Profesje | Rola        | Dodatkowe informacje     | Źródło |
| Rok  | Tytuł              | S        | A        | Rola        | Dodatkowe informacje     | Źródło |
| ---- | ------------------ | -------- | -------- | ----------- | ------------------------ | ------ |
| 2020 | 365 dni            |          |          | panna młoda | Współpraca scenariuszowa | [ 9 ]  |
| 2022 | 365 dni: Ten dzień |          |          | Elena       |                          | [ 9 ]  |
| 2022 | Kolejne 365 dni    |          |          | zakonnica   |                          | [ 9 ]  |

## Nagrody i nominacje
| Rok  | Konkurs            | Kategoria                           | Tytułem                                                                 | Rezultat  | Źródło |
| ---- | ------------------ | ----------------------------------- | ----------------------------------------------------------------------- | --------- | ------ |
| 2018 | Bestsellery Empiku | Literatura polska                   | 365 dni                                                                 | Nominacja | [ 49 ] |
| 2019 | Gwiazdy Plejady    | Nadzieja Plejady                    | –                                                                       | Wygrana   | [ 50 ] |
| 2019 | Bestsellery Empiku | Literatura obyczajowa               | Kolejne 365 dni                                                         | Wygrana   | [ 51 ] |
| 2021 | #Hashtagi Roku     | –                                   | –                                                                       | Wygrana   | [ 52 ] |
| 2021 | Złota Malina       | Najgorszy scenariusz                | 365 dni (z Tomaszem Klimalą, Tomaszem Mandesem, Barbarą Białowąs)       | Wygrana   | [ 53 ] |
| 2021 | Kobieca marka roku | Show biznes                         | –                                                                       | Wygrana   | [ 54 ] |
| 2023 | Wąż                | Najgorszy scenariusz                | 365 dni: Ten dzień / Kolejne 365 dni (z Tomaszem Mandesem i Mojca Tirs) | Nominacja | [ 55 ] |
| 2025 | Top seriale        | Najlepsze reality show w streamingu | (Nie)Poradnik Turystyczny                                               | Wygrana   | [ 56 ] |